# Liste der Baudenkmale in Möllenbeck (Landkreis Ludwigslust-Parchim)
In der Liste der Baudenkmale in Möllenbeck sind alle Baudenkmale der Gemeinde Möllenbeck (Landkreis Ludwigslust-Parchim) und ihrer Ortsteile aufgelistet (Stand: Januar 2021).

## Legende
In den Spalten befinden sich folgende Informationen:
- ID-Nr: Die Nummer wird von den Denkmalämtern der Landkreise vergeben. Wenn sie nicht bekannt ist, bleibt die Spalte leer. In dieser Spalte kann sich zusätzlich das Wort Wikidata befinden, der entsprechende Link führt zu Angaben zu diesem Denkmal bei Wikidata.
- Lage: die Adresse des Denkmales und die geographischen Koordinaten.
Link zu einem Kartenansichtstool, um Koordinaten zu setzen. In der Kartenansicht sind Denkmale ohne Koordinaten mit einem roten bzw. orangen Marker dargestellt und können in der Karte gesetzt werden. Denkmale ohne Bild sind mit einem blauen bzw. roten Marker gekennzeichnet, Denkmale mit Bild mit einem grünen bzw. orangen Marker.
- Bezeichnung: Bezeichnung, so wie sie in den offiziellen Listen der Denkmalämter steht. Ein Link hinter der Bezeichnung führt zum Wikipedia-Artikel über das Denkmal. Wenn die Bezeichnung der Denkmalämter inhaltlich fehlerhaft ist, ist in der Spalte „Beschreibung“ darauf hinzuweisen.
- Beschreibung: Beschreibung des Denkmales
- Bild: ein Bild des Denkmales und gegebenenfalls einen Link zu weiteren Fotos des Denkmals im Medienarchiv Wikimedia Commons

## Möllenbeck
| ID | Lage             | Bezeichnung                          | Beschreibung | Bild           |
| -- | ---------------- | ------------------------------------ | --- | -------------- |
|    | Friedhof (Karte) | Gutsbesitzersbegräbnis v. Treuenfels | |                |
|    | (Karte)          | Kirche                               | Ziegel-Fachwerk-Dorfkirche aus dem 17./18. Jahrhundert mit östlichem, polygonalen 3/8 Chorabschluss; massiver, schlanker Westturm von 1892 mit welscher Glockenhaube mit Laterne; Wappentafel von 1728 über Süd-Portal; Gestühl mit Wange von 1553, Kanzel von 1623; um 2000 saniert. | Weitere Bilder |

## Carlshof
| ID | Lage                | Bezeichnung | Beschreibung | Bild |
| -- | ------------------- | ----------- | ------------ | ---- |
|    | Straße nach Zierzow | Meilenstein |              |      |

## Menzendorf
| ID | Lage                       | Bezeichnung          | Beschreibung | Bild |
| -- | -------------------------- | -------------------- | ------------ | ---- |
|    | Menzendorfer Weg 5 (Karte) | Wohnhaus mit Scheune |              |      |

## Ehemalige Denkmale

### Menzendorf
| ID | Lage                       | Bezeichnung | Beschreibung | Bild |
| -- | -------------------------- | ----------- | ------------ | ---- |
|    | Menzendorfer Weg 1 (Karte) | Bauernhaus  |              |      |